# Abe Sklar
Abe Sklar (25 novembre 1925 - 30 octobre 2020) est un mathématicien américain et professeur de mathématiques appliquées à l'Institut de technologie de l'Illinois (IIT) et l'inventeur des copules en théorie des probabilités.

## Formation et carrière
Sklar est né à Chicago de parents juifs qui immigrent aux États-Unis depuis l'Ukraine. Il fréquente le Von Steuben High School et s'inscrit ensuite à l'Université de Chicago en 1942, alors qu'il n'a que 16 ans. Sklar est ensuite l'élève de Tom M. Apostol au California Institute of Technology, où il obtient son doctorat en 1956. Il a comme étudiants à l'IIT les géomètres Clark Kimberling et Marjorie Senechal .
En 1959, Sklar introduit la notion et le nom de « copules » dans la théorie des probabilités et prouve le théorème qui porte son nom, le théorème de Sklar,. C'est-à-dire que les fonctions de distribution cumulative multivariée peuvent être exprimées en termes de copules. Cette représentation des fonctions de distribution, valable en toute dimension et unique lorsque les marges sont continues, est à la base de la modélisation par copules, une technique d'analyse de données largement répandue en statistique ; cette représentation est souvent appelée représentation de Sklar. Les normes t de Schweizer – Sklar portent également le nom de Sklar et Berthold Schweizer, qui les étudient ensemble au début des années 1960.